# James Tobin
James Tobin (5. března 1918, Champaign, Illinois, USA – 11. března 2002, New Haven, Connecticut, USA) byl americký ekonom, nositel Nobelovy ceny za ekonomii z roku 1981. Byl zastánce keynesovského přístupu k ekonomii a hájil vládní zásahy pro stabilizaci ekonomiky. Jeho akademická práce zahrnovala průkopnické příspěvky ke studiu investic, peněžní a fiskální politiky a finančních trhů. Navrhl také ekonometrický model Tobit.